# 밀크셰이크

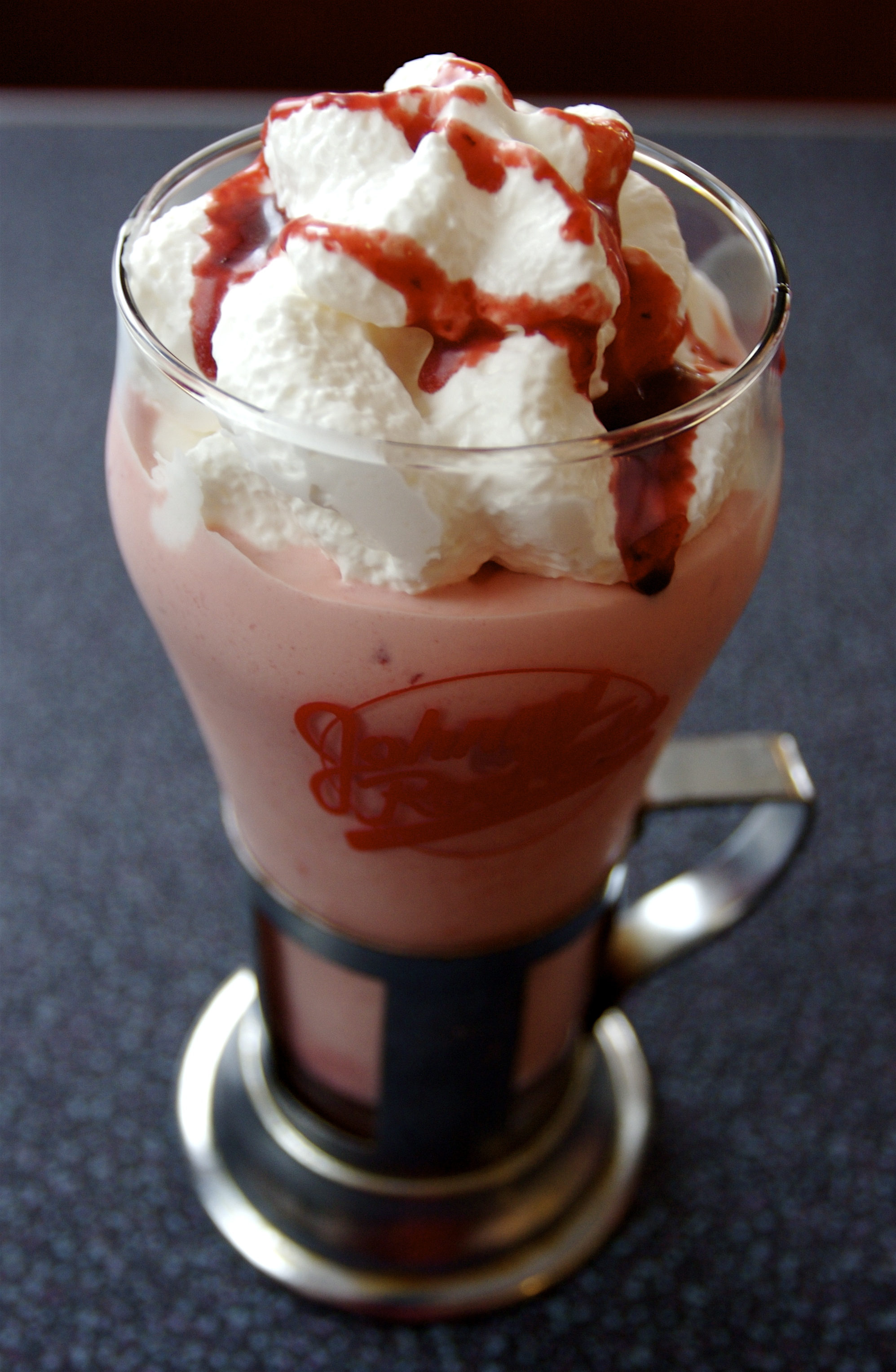
딸기 시럽과 휘핑 크림이 올려진 딸기 밀크셰이크의 모습.

밀크셰이크(Milk Shake)는 우유, 아이스크림, 그리고 버터스카치, 캐러멜 소스, 초콜릿 시럽, 과일 시럽과 같은 향료 또는 감미료를 섞어 걸쭉하고 달콤하며 차가운 혼합물로 만든 달콤한 음료이다. 또한 아몬드밀크, 코코넛 밀크, 두유와 같은 식물성 밀크를 포함한 비유제품 기반으로 만들 수도 있다. 통과일, 견과, 씨앗, 사탕 또는 쿠키와 같은 건조 재료를 넣을 수도 있다.
밀크셰이크는 20세기 초 미국에서 시작되었고, 이후 20년 동안 전기 블렌더가 도입되면서 인기를 얻었다. 아이스크림 가게는 청소년의 문화적으로 허용되는 만남의 장소였고, 밀크셰이크는 청소년의 순수함을 상징하게 되면서 청소년 대중문화의 흔한 부분이 되었다.

## 준비
풀 서비스 레스토랑, 아이스크림 가게, 소다 분수, 다이너는 보통 밀크셰이크 기계로 셰이크를 준비한다. 가정에서는 블렌더가 더 흔히 사용된다. 밀크셰이크는 스푼을 사용하여 손으로 섞을 수도 있다. 밀크셰이크는 어떤 맛의 아이스크림으로도 만들 수 있으며, 초콜릿 시럽, 맥아 시럽, 맥아유 가루와 같은 추가 향료를 혼합하기 전에 종종 첨가한다.
많은 패스트 푸드 매장은 개별 재료로 셰이크를 만들지 않고, 우유, 단맛이 나는 향료, 농후제가 혼합된 미리 만들어진 밀크셰이크 혼합물을 얼리고 제공하는 자동 밀크셰이크 기계를 사용한다. 이것들은 소프트 아이스크림 기계와 비슷하지만, 셰이크를 마시기 좋은 농도로 유지한다.

## 용어
아이스크림을 사용하는 밀크셰이크와 다른 형태의 가미유의 구분에 대한 용어는 지역마다 다르다. 아이스크림 기반 밀크셰이크는 구별을 위해 걸쭉한 셰이크라고 불릴 수 있다. 뉴잉글랜드와 캐나다 동부 일부 지역에서는 프라페(/fræp/)라는 용어를 사용한다. 로드아일랜드 주민들은 때때로 밀크셰이크를 "캐비닛"이라고 부르기도 한다. 맥아유 가루가 포함된 밀크셰이크는 때때로 맥아(malt)라고 불린다. 레스토랑 체인 컬버스에서 제공하는 것과 같이 뒤집어도 쏟아지지 않을 정도로 특히 걸쭉한 밀크셰이크에는 콘크리트(concrete)라는 용어가 사용된다.
일부 관할권에서는 "밀크셰이크"라고 불릴 수 있는 것에 대한 법적 요구사항이 있는데, 예를 들어 유지방 및 비유지방 우유 고형분의 백분율 함량에 대한 요구사항이 있다. 이 때문에 레스토랑에서는 제품을 "밀크셰이크"라고 부르는 것을 피하고 단순히 "셰이크"라고 부르는 것이 일반적이다. 유사한 제품을 "밀크셰이크"라고 부르지 않는 패스트 푸드 레스토랑으로는 웬디스(제품을 "프로스티"라고 부름), 버거킹, 데어리 퀸, 델타코, 맥도날드, 쉐이크쉑, 소닉 드라이브인 등이 있다.

## 역사

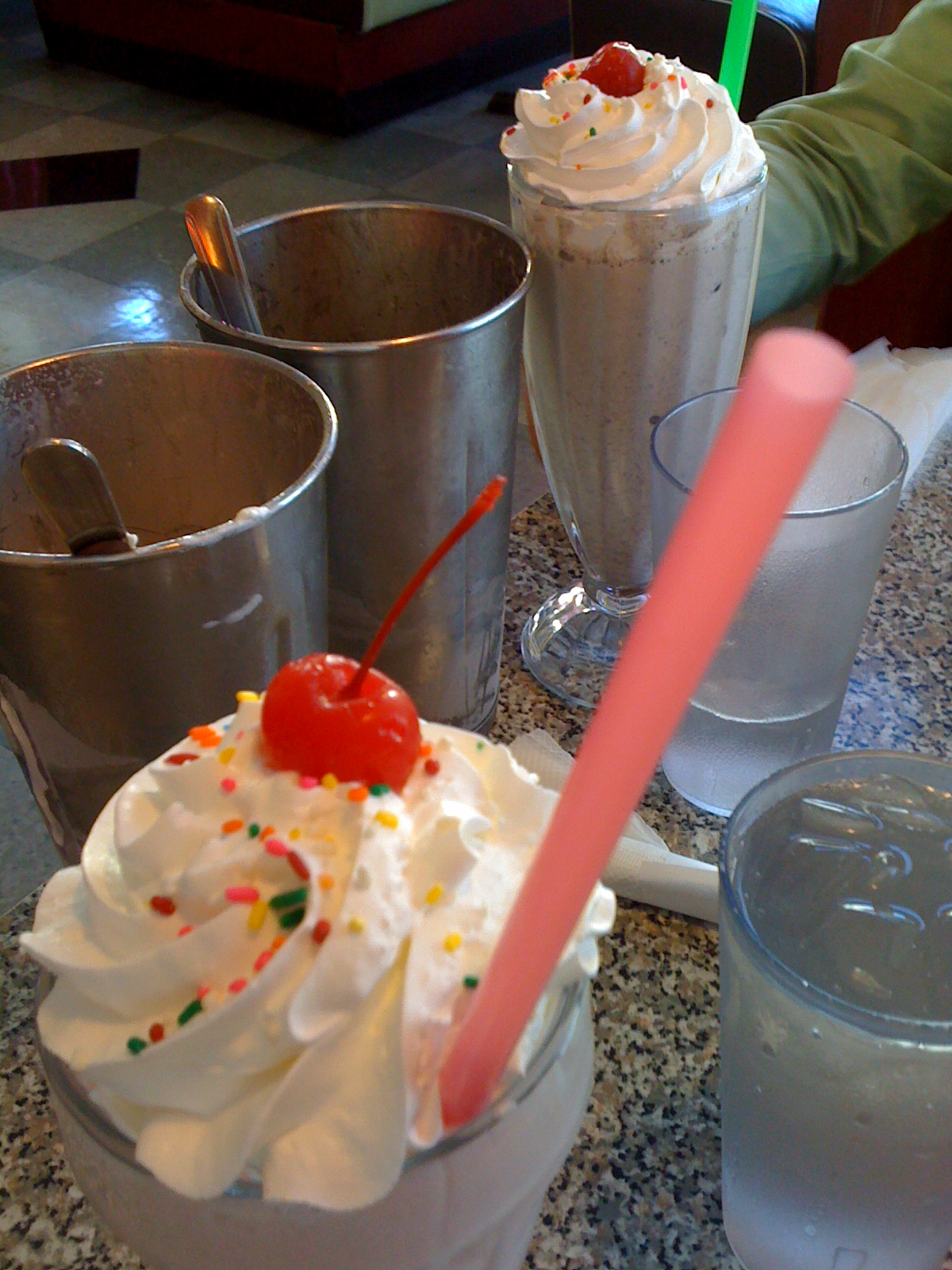
휘저은 크림, 스프링클, 그리고 마라스키노 체리가 올려진 딸기맛과 초콜릿맛 셰이크

### 1880년대–1930년대
밀크셰이크라는 용어가 1885년 처음 인쇄물에 사용되었을 때, 밀크셰이크는 "계란, 위스키 등으로 만든 튼튼하고 건강한 에그노그 종류의 음료로, 보양제뿐만 아니라 별미로 제공되었다"고 묘사된 알코올성 위스키 음료였다. 그러나 1900년경에는 "초콜릿, 딸기, 또는 바닐라 시럽으로 만든 건강에 좋은 음료"를 의미하게 되었다. "1900년대 초에는 사람들이 종종 아이스크림을 곁들인 새로운 간식을 찾았다". 1930년대에는 밀크셰이크가 맥아유 상점에서 인기 있는 음료였는데, 이들은 "당시의 전형적인 소다 분수... 학생들이 만남의 장소나 아지트로 사용했다".
전기 블렌더, 맥아유 음료, 밀크셰이크의 역사는 서로 연결되어 있다. 전기 블렌더가 널리 보급되기 전에는 밀크셰이크와 비슷한 음료가 에그노그에 더 가까웠거나, 잘게 부순 얼음과 우유, 설탕, 향료를 손으로 섞은 혼합물이었다. 해밀턴 비치는 1910년에 사이클론 드링크 믹서(Cyclone Drink Mixer)를 출시했으며, 이는 소다 분수에서 널리 사용되었다.
모터가 위에 있는 해밀턴 비치 디자인은 가장 흔한 종류의 밀크셰이크 기계로 남아 있다. 1922년, 스티븐 포플라우스키는 바닥 모터 블렌더를 발명했는데, 이는 밀크셰이크를 만드는 데 때때로 사용된다. 블렌더의 발명과 함께 밀크셰이크는 현대적인 휘저어지고, 공기가 들어가고, 거품이 나는 형태로 변하기 시작했다.
밀크셰이크에 맥아유 가루를 사용하는 것은 시카고의 약국 체인 월그린에 의해 미국에서 대중화되었다. 맥아유 가루 – 무당연유, 맥아 보리, 밀가루 혼합물 –는 1897년 윌리엄 호를릭이 장애인과 어린이를 위한 소화하기 쉬운 회복 건강 음료 및 아기 음식으로 사용하기 위해 발명했다. 그러나 건강한 사람들도 곧 맛 때문에 맥아유가 포함된 음료를 마시기 시작했으며, 우유, 초콜릿 시럽, 맥아유 가루가 포함된 맥아유 음료는 소다 분수에서 표준 제공물이 되었다. 1922년, 월그린 직원인 아이바 "팝" 컬슨은 표준 맥아유 음료 레시피에 바닐라 아이스크림 두 스쿱을 추가하여 밀크셰이크를 만들었다. "호를릭의 맥아유"라는 이름으로 월그린 약국 체인에서 초콜릿 밀크셰이크의 일부로 소개되었으며, 이 밀크셰이크 자체는 "맥아(malted)" 또는 "맥아유(malt)"로 알려지게 되었고 가장 인기 있는 소다 분수 음료 중 하나가 되었다.
밀크셰이크의 자동화는 1930년대에 개발되었는데, 프레온 냉각 냉장고의 발명으로 아이스크림을 자동으로 만들고 분배하는 안전하고 신뢰할 수 있는 방법이 제공된 후였다. 1936년, 발명가 얼 프린스는 프레온 냉각 자동 아이스크림 기계의 기본 개념을 사용하여 멀티믹서(Multimixer)를 개발했는데, 이는 "한 번에 다섯 개의 밀크셰이크를 자동으로 만들고 레버를 당기면 준비된 종이컵에 담을 수 있는 다섯 개의 스핀들 믹서"였다.
1930년대 후반 신문 기사들은 '프로스티드(frosted)'라는 용어가 때때로 밀크셰이크, 특히 아이스크림으로 만든 밀크셰이크를 지칭하는 데 사용되었음을 시사한다. 1937년 메릴랜드의 덴턴 저널(Denton Journal)은 "프로스티드 셰이크를 만들려면 좋아하는 아이스크림을 약간 넣으세요"라고 언급했다. 1939년 오하이오의 맨스필드 뉴스(Mansfield News)는 "속어로 프로스티드 음료는 아이스크림이 추가된 좋은 것이다. 탁월한 예시는 프로스티드 커피이다 – 뜨겁고 맛있는 이 음료는 얼음으로 시원하고 아이스크림으로 서리가 내린 것처럼 된다"고 언급했다.

### 1940년대–1950년대
1950년대에 밀크셰이크를 마시는 인기 있는 장소는 F. W. 울워스 컴퍼니의 "5 & 10" 런치 카운터, 다이너, 버거 가게, 약국의 소다 분수였다. 이들 업소는 종종 반짝이는 크롬 또는 스테인리스 스틸 밀크셰이크 믹싱 머신을 눈에 띄게 전시했다.
이들 업소는 해밀턴 비치 또는 유사한 스타일의 음료 믹서로 밀크셰이크를 만들었는데, 이 믹서에는 "부드럽고 폭신한 결과"를 위해 음료에 공기를 불어넣는 스핀들과 교반기가 있었고, 12 1⁄2-미국-액량-온스 (370 ml) 키가 큰 전구가 달린 유리잔에 담아 제공했다. 소다 분수 직원은 "번 원 올 더 웨이(Burn One All the Way)" (초콜릿 아이스크림을 넣은 초콜릿 맥아유), "트위스트 잇, 초크 잇, 앤드 메이크 잇 캐클(Twist It, Choke It, and Make It Cackle)" (계란을 넣은 초콜릿 맥아유), "셰이크 원 인 더 헤이(Shake One in the Hay)" (딸기 셰이크), "화이트 카우(White Cow)" (바닐라 밀크셰이크)와 같은 자신들만의 속어를 가지고 있었다. 1950년대에 밀크셰이크 기계 판매원인 레이 크로크는 발명가 얼 프린스에게 1930년대 멀티믹서 밀크셰이크 제조기의 독점권을 사들였고, 맥도날드 레스토랑의 생산 속도를 높이기 위해 자동 밀크셰이크 기계를 사용했다.
밀크셰이크는 영국과 호주를 포함한 다른 지역에서도 인기를 얻었다. 호주에서는 밀크 바가 인기를 얻었으며, 밀크셰이크는 일반적으로 가볍게 휘저어지고 종종 준비된 알루미늄 또는 스테인리스 스틸 컵에 제공되었다. 보다 전통적인 맛 외에도 스피아민트와 라임 맛 밀크셰이크가 호주에서 인기를 얻었다.

### 2000년대–현재

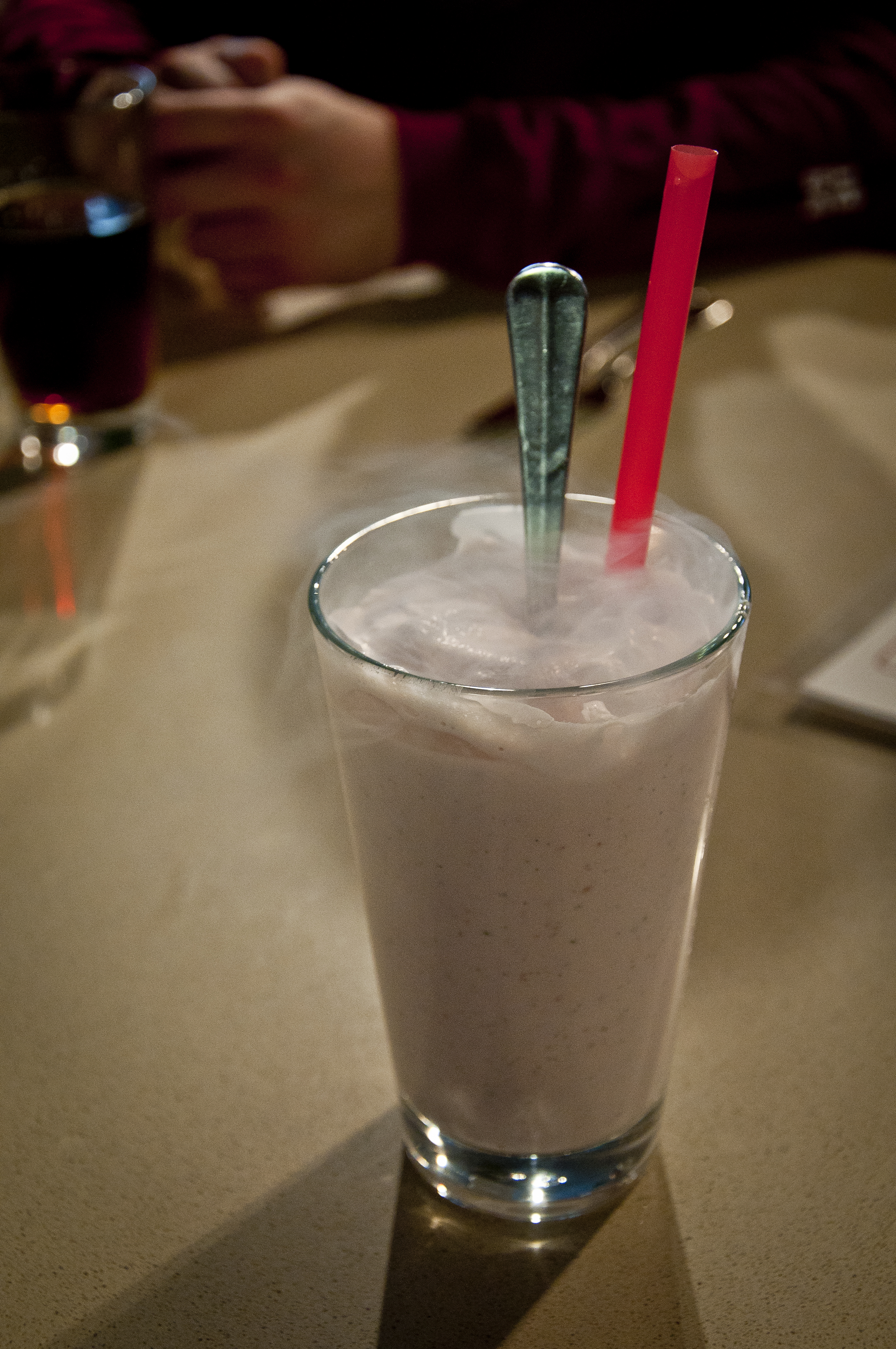
이 밀크셰이크는 액체 질소를 사용하여 만들었다. 위쪽에서 여전히 증기가 형성되는 것을 볼 수 있다.

2006년, 미국 농업연구청은 급식 프로그램을 위해 설탕을 줄이고 지방을 낮춘 밀크셰이크를 개발했다. 이 셰이크는 상업용 패스트푸드 셰이크의 절반 설탕과 10%의 지방만을 함유한다. 학교는 밀크셰이크를 제공하기 위해 밀크셰이크 기계 또는 소프트 아이스크림 기계가 필요하다. 이 밀크셰이크는 또한 섬유질과 다른 영양소를 추가하고 락토스 수치를 줄여 젖당불내증이 있는 일부 사람들에게도 적합하다.
업계 조사 기관 NPD 그룹에 따르면 2006년 미국의 밀크셰이크, 맥아유, 플로트 판매는 11% 증가했다. 올랜도 센트럴 플로리다 대학교의 멀티유닛 레스토랑 경영 센터 소장 크리스토퍼 뮬러는 "밀크셰이크는 우리에게 여름, 젊음 – 그리고 탐닉을 떠올리게 한다"며 "그것들은 지난 시간을 상기시킨다"고 말했다.
뮬러는 밀크셰이크가 공기를 많이 함유하고 있기 때문에 레스토랑에게 "엄청나게 수익성이 좋은" 품목이라고 말했다. 시장 조사 기관 테크노믹은 2006년 평균 가격 3.38달러의 레스토랑 셰이크 중 약 75%가 이익이었다고 밝혔다. 1950년대 스타일의 다이너 레스토랑 체인인 소닉 드라이브인의 한 임원은 셰이크를 "우리의 가장 높은 판매량, 수익 창출 영역 중 하나"라고 부른다.
2016년 기사에서는 요리사들이 고객의 음료에 대한 흥미를 유지하기 위해 밀크셰이크에 혁신적인 아이디어를 시도하고 있다고 언급했다. 이 기사는 커피 맛 셰이크가 "달콤하고 짭짤한" 요리 모두와 잘 어울리기 때문에 인기가 많다고 지적했다. 또 다른 트렌드는 아몬드밀크, 코코넛 밀크, 두유 또는 삼씨밀크와 같은 다양한 종류의 우유를 사용하는 것이다.

## 시위에서의 사용
2019년 5월, 2019년 영국 유럽 의회 선거를 앞두고 영국에서 밀크셰이크 투척이 시위 전술로 부상했으며, 주로 우익 정치인들을 대상으로 했다. 이 운동은 토미 로빈슨에게 "밀크셰이킹"이 일어난 것으로 시작되었고, 같은 달 두 번째 투척이 있었다.
영국 경찰은 5월 17일 나이절 패라지가 방문하는 동안 에딘버러의 맥도날드에 밀크셰이크 판매를 자제해 달라고 요청했다. 이에 대해 버거킹은 "우리는 주말 내내 밀크셰이크를 판매합니다. 즐거운 시간 되세요."라고 트윗했다. 버거킹의 트윗은 나중에 영국의 광고 표준 관리국에 의해 금지되었는데, 이는 "이전의 반사회적 행위를 용인하고 추가적인 사례를 조장한다"고 판단하여 "무책임한" 광고라고 보았기 때문이다. 5월 20일 뉴캐슬에서 열린 별도의 방문에서 패라지는 파이브 가이즈 밀크셰이크를 맞았다. 칼 벤자민은 그 주에 총 네 번 밀크셰이크를 맞았다. 밀크셰이킹 행위는 정치인에 대한 시위의 한 형태로서 계란 투척과 유사하다.

## 대중문화에서
영화 제작자들은 순수함, 순진함, 때묻지 않은 젊음의 테마를 시각적으로 나타내기 위해 밀크셰이크를 활용하며, 이를 '달콤함과 선함'의 구현으로 표현한다. 조지프 L. 맹키위츠 감독의 이브의 모든 것에서 베티 데이비스의 캐릭터는 자신이 좋아하는 남자가 젊은 비서와 이야기하는 것을 보고 불쾌해하며, 데이비스의 캐릭터는 알코올성 마티니를 주문하고 "비꼬는 듯 [젊은 비서] 이브에게 밀크셰이크를 마시라고 제안한다". 이로써 밀크셰이크가 순결과 연관되어 "소녀다움 위에 여성다움을 주장한다". 비슷하게, 판타스틱 소녀백서에서 스티브 부세미가 연기하는 사회적으로 서투른 캐릭터는 십대 소녀에게 "순결한 바닐라 밀크셰이크"를 주문했다고 놀림을 받는다. 우디 앨런 감독의 맨해튼에서는 앨런의 42세 캐릭터 (그는 주연도 맡았다)와 십대 여자친구의 나이 차이를 여자친구가 밀크셰이크를 마시게 함으로써 강조한다. 1997년 영화 롤리타에서는 십대 소녀가 자신에게 매력을 느끼는 중년 남자 (어머니의 새 남자친구)와 함께 밀크셰이크를 마신다.
아치 코믹스의 등장인물들은 종종 밀크셰이크를 마시는 모습으로 묘사된다. 만화에서 영감을 받은 TV 시리즈 리버데일은 1950년대 스타일의 지역 다이너인 팝스 초컬릿 숍(Pop's Chock'lit Shoppe)에서 등장인물들을 묘사한다. 쇼를 홍보하기 위해 출연진은 더 투나잇 쇼 스타링 지미 팰런에 출연하여 밀크셰이크를 함께 마셨다.
미국 애니메이션 시리즈 아쿠아 틴 헝거 포스 (다양한 대체 제목으로도 알려짐)의 주요 캐릭터 중 하나인 마스터 셰이크는 실물 크기의 의인화된 밀크셰이크이다.
켈리스의 2003년 히트 싱글 "밀크셰이크"에서는 음료의 이름이 노래 내내 반복된다. 밀크셰이크는 노래의 뮤직비디오에서 두드러지게 등장하며, 캐릭터들이 다이너에서 밀크셰이크를 마시는 모습을 보여준다.
2017년 트위터에서 만들어진 밀크셰이크 덕이라는 용어는 처음에는 소셜 미디어에서 인기를 얻었다가 다른 사용자들이 온라인 활동을 샅샅이 뒤져 불쾌한 발언이나 불쾌한 과거를 발견하면서 불명예를 얻게 된 사람을 지칭한다.

## 같이 보기
- 미국 요리
- 우유
- 아이스크림
- 스무디
- 소프트 아이스크림